# Вечни муж
Вечни муж (рус. Вечный муж) је приповетка Фјодора Михајловича Достојевског која је први пут објављена 1870. године у часопису Зарја (рус. Заря).

## Радња
Алексеј Иванович Вељчанинов је власник земљишта, који борави у Санкт Петербургу за суђење о комаду земљишта. Он добија посету од Павела Павловича Трусотског старог познаника који је недавно постао удовац. Вељчанинов је имао аферу са Трусотсковом супругом Наталијом, и он схвата да је он биолошки отац Лизе ћерке Трусотског која има осам година. Вељчанинов који не жели да Лиза одраста уз алкохоличара, предаје је хранитељској породици. Лиза ускоро умире.
Трусотски сада жели да ожени Нађу, петнаестогодишњу ћерку државног службеника Захљобинина. То му је шеста по реду од осам ћерки колико их има. Трусотски води Вељчанинова са њим да посети своју вереницу, и купи јој наруквицу. Нађа даје наруквицу Вељчанинову, тражећи од њега да је врати Трусотском и да му каже да не жели да се уда за њега. Нађа је тајно верена за Александра Лобова, деветнаестoгодишњег момка.
Трусотски проводи ноћ у соби Вељчанинова и покушава да га убије бритвом. Вељчанинов успева да се одбрани, и притом повређује леву руку.
Нешто касније, када Вељчанинов побеђује свој спор на суду, он и Трусотски се поново састају на железничкој станици. Трусотски се оженио, али млади официр путује са њим и његовом супругом. Нова супруга Трусотског позива Вељчанинова да их посети, али Трусотски му говори да игнорише тај позив.